# Gettone telefonico

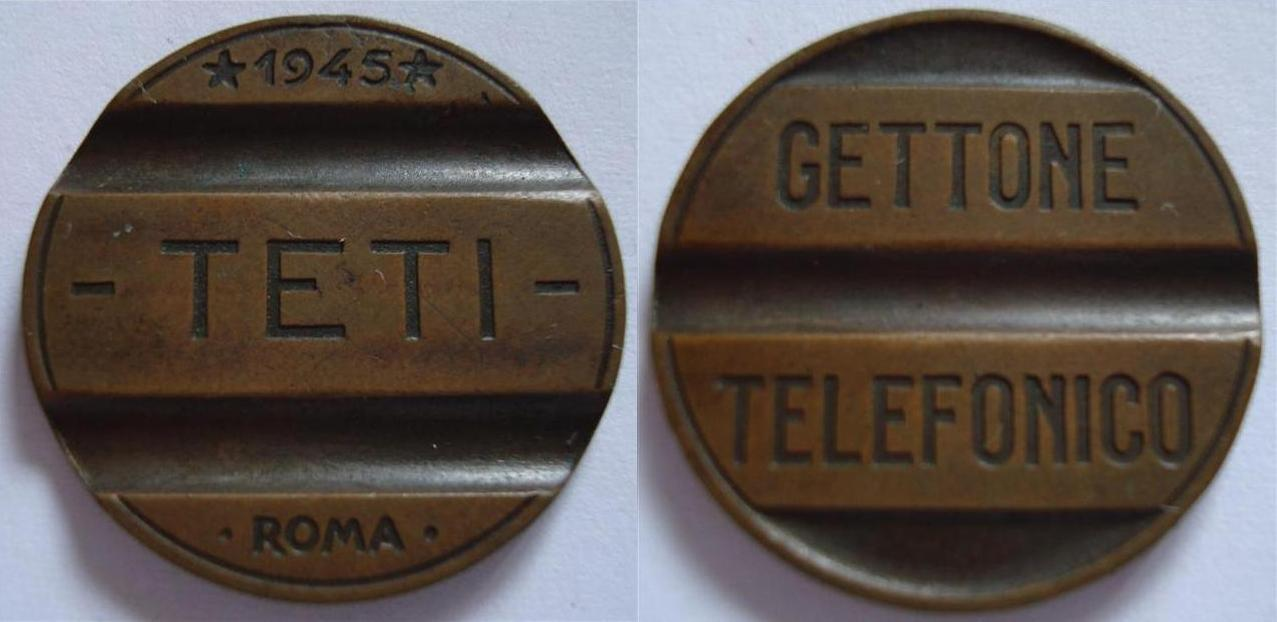
Gettone telefonico a tre scanalature realizzato dalla TETI nel 1945

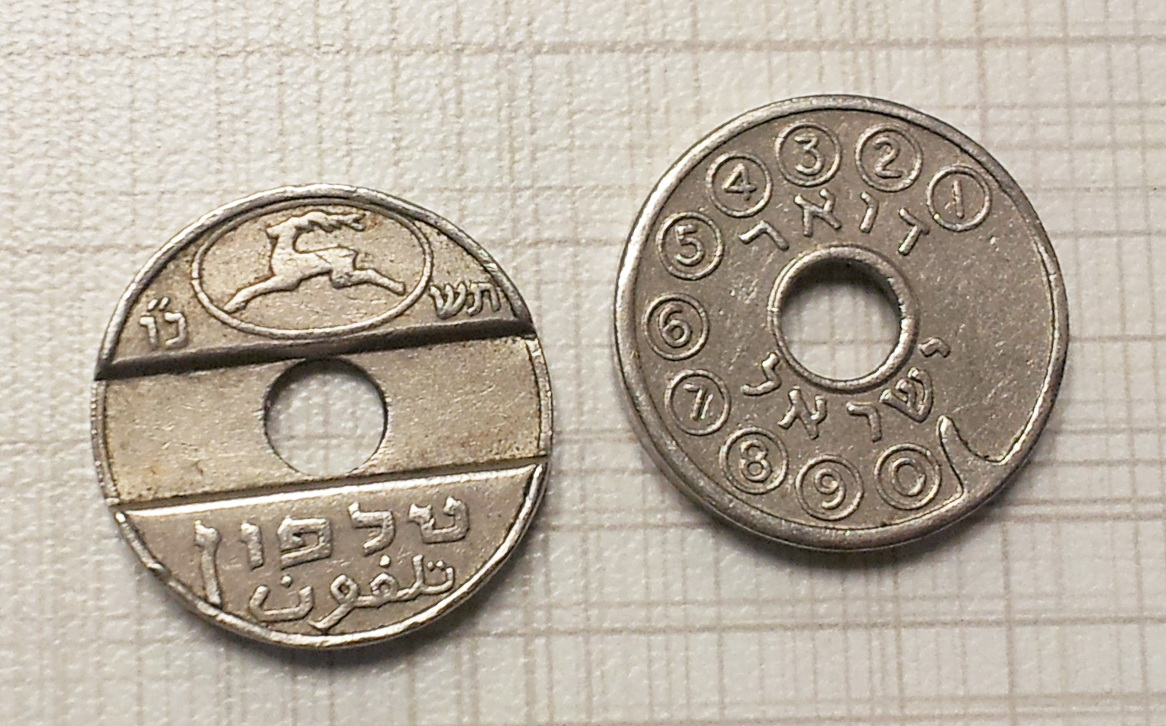
Un gettone telefonico israeliano (asimon), usato fino agli anni 1980

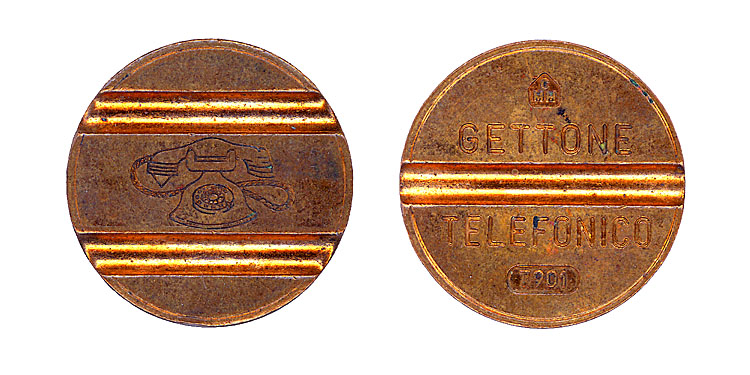
Gettone telefonico in uso in Italia dal 1959 fino al 2001

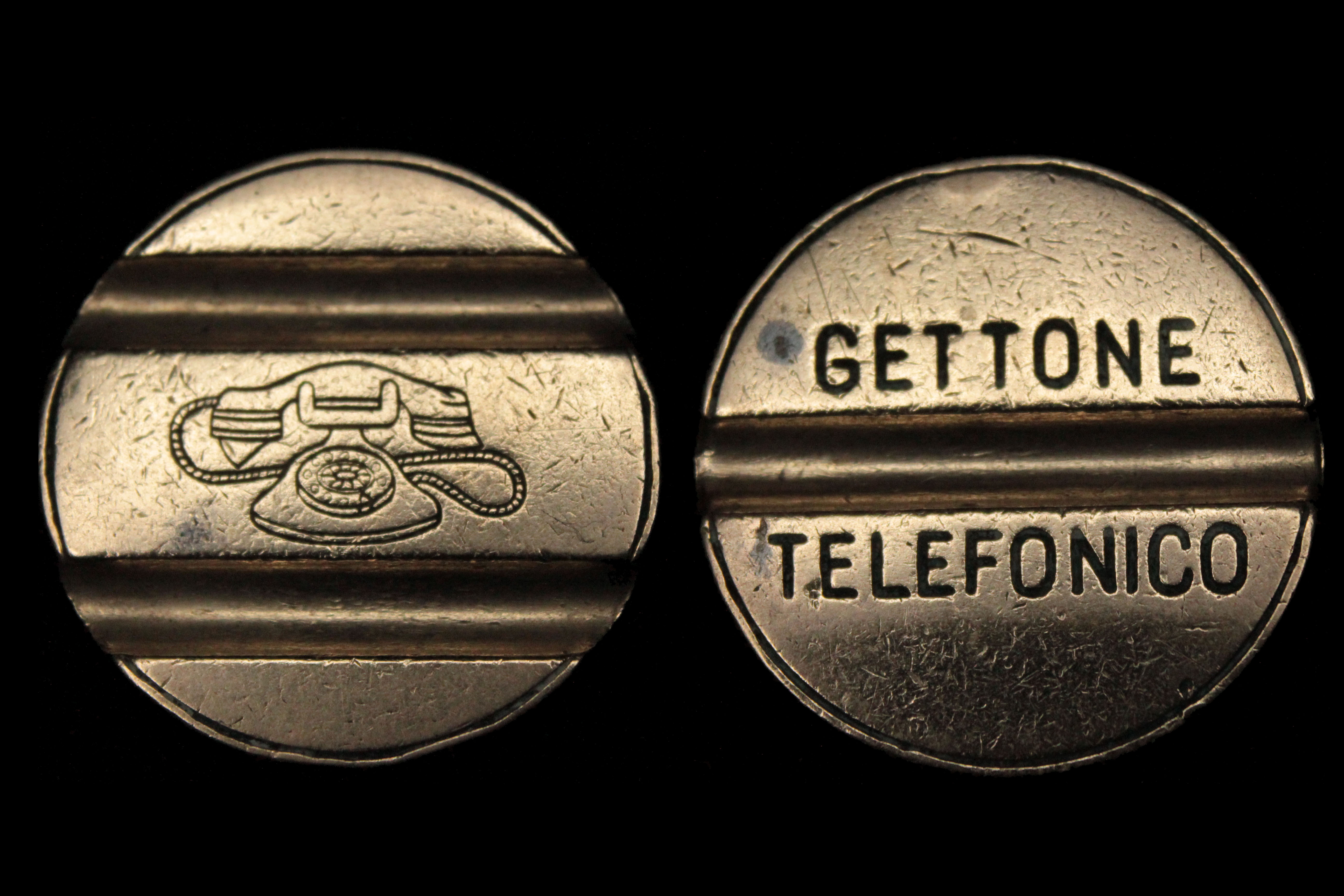
Altra versione del gettone telefonico in uso fino al 2001 senza data di conio

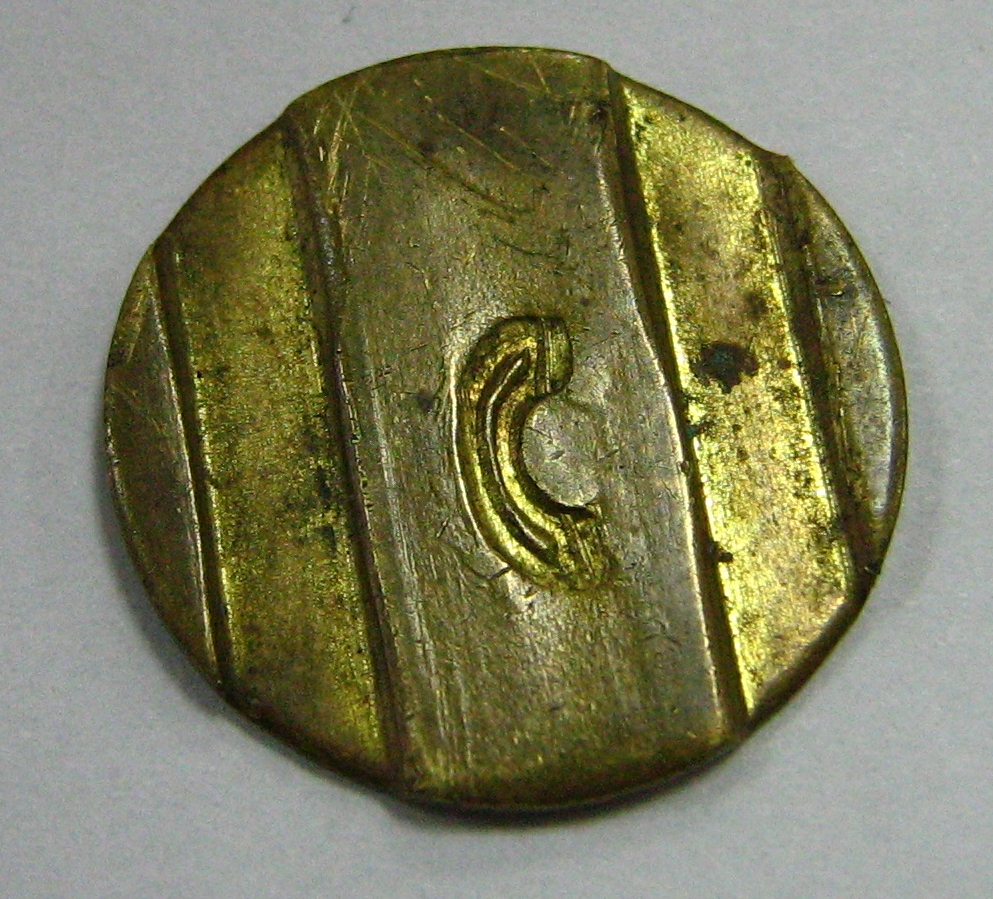
Gettone telefonico kazako

Il gettone telefonico è un disco di metallo un tempo utilizzato per il pagamento delle telefonate effettuate da telefoni pubblici. I gettoni erano comuni in Europa, Israele, Giappone e Sud America. Negli Stati Uniti erano in uso fino al 1944.

## Nel mondo

### Italia
I primi esemplari di gettone furono coniati nel 1927 dalla Stipel, concessionaria del servizio di telefonia in Piemonte e Lombardia, in occasione della Fiera Campionaria di Milano. Erano in alpacca (lega di rame, nichel e zinco) o in bronzo, e potevano essere utilizzati solo dai telefoni posti all'interno della Fiera. Nel 1945 la TETI realizzò il primo gettone a tre scanalature, che poteva essere utilizzato in qualunque tipo di telefono pubblico.
Nel 1959 nacquero i gettoni usati fino al 31 dicembre 2001 quando potevano ancora essere cambiati nei negozi 187 al valore di 9 gettoni = 1 scheda telefonica, anche se non venivano più coniati già dal 1980. Le quattro cifre presenti sotto la dicitura "gettone telefonico" indicavano l'anno e il mese di conio (le quattro cifre del gettone in figura sono 7901 e indicano che è stato coniato nel gennaio 1979).
Il valore del gettone era nel 1959 di 30 lire, nel 1964 di 45 lire, corrispondenti allora all'importo di tre scatti telefonici, poi dal 1972 di 50 lire, dal 1980 di 100 lire e dal 1984 di 200 lire, venendo adeguato alla variazione del costo e della durata dello scatto telefonico. Il gettone era inoltre sovente utilizzato come moneta (in particolare quando il valore fu di 200 lire), pur non avendo alcun corso legale.
Con l'avvento dei telefoni funzionanti a monete e la diffusione degli apparecchi utilizzabili con schede telefoniche quali mezzo di pagamento per le conversazioni in punti pubblici, il gettone telefonico è andato fuori produzione.

### Aziende produttrici dei gettoni telefonici
- E.S.M. - Emilio Senesi Medaglie - Milano, produttore unico di gettoni dal 1927 al 1959
- I.P.M. - Industria Politecnica Meridionale Archiviato il 25 marzo 2010 in Internet Archive. - Arzano (NA)
- C.M.M. - Costruzioni Minuterie Metalliche - Sant'Agata li Battiati (CT)
- U.T. - Urmet Costruzioni Elettrotelefoniche - Torino